# Bastilský slon
Bastilský slon (francouzsky Éléphant de la Bastille) je název nedokončené fontány v Paříži, postavené v roce 1808. Nacházela se na místě zbořené Bastily uprostřed dnešního Place de la Bastille, kde stojí Červencový sloup. Nahradila předchozí fontánu Obrody.

## Historie
Napoleon Bonaparte chtěl nejprve na místě zbořené Bastily vybudovat svůj Vítězný oblouk, v roce 1806 však bylo rozhodnuto o jeho současném umístění na Place de l'Etoile.
Základní kámen kašny na náměstí Place de la Bastille byl položen 2. prosince 1808. Jako architekt byl určen Jean-Antoine Alavoin (1777-1834). Podle císařových představ měl stát uprostřed kruhového bazénu mohutný bronzový slon. Kov na jeho tvorbu měl pocházet z ukořistěných kanónů španělských povstalců. Slon měl stříkat vodu z chobotu a nést sedlo, které by sloužilo jako vyhlídka. Podobný projekt vznikl již v roce 1758 za vlády Ludvíka XV.
Sochař Pierre-Charles Bridan (1766-1836) nejprve vytvořil model ze dřeva a sádry, který byl v roce 1814 provizorně umístěn na okraj náměstí. Po pádu Napoleona byly 4. července 1815 práce na stavbě zastaveny.
V období Restaurace vznikly pro náměstí jiné plány. V úvahu přicházelo sousoší zobrazující únos Európy Diem v podobě býka nebo socha Ludvíka XVIII. jako patrona umění a průmyslu, také slon byl opět zvažován. Během této doby zůstával slon na východní straně náměstí asi v místě dnešní Bastilské opery. Nakonec byl v roce 1840 postaven uprostřed náměstí namísto kašny Červencový sloup. Slon z roku 1814 na náměstí postupně chátral, až 19. června 1846 nařídil prefekt jeho demolici. Do září slon zmizel.